# Acomys russatus
Acomys russatus es una especie de roedor perteneciente a la familia Muridae. Es originario de los desiertos.  Su cuerpo es de 12,5 cm de largo y su cola es de 6 cm. El peso promedio es de 53 gramos. Se alimenta de semillas, la vegetación, caracoles e insectos. Es un roedor diurno. Esta especie presenta una flexibilidad de comportamiento en el momento de su conducta. Cuando  comparte el territorio con su pariente cercano el ratón espinoso común puede llegar a ser  nocturno para evitar la competencia directa por los recursos.
El animal es un criador oportunista. Los cambios de la sal en la dieta vegetal, debido a las señales de lluvias, le indican la reanudación de la función reproductiva de las hembras.